# Överflödets samhälle
Överflödets samhälle är en bok från 1958 (på svenska 1959) av Harvard-ekonomen John Kenneth Galbraith. Boken redogjorde för hur USA efter andra världskriget drabbades av "överflödets" problem: medan snabb tillväxt ledde till förmöget i den privata sektorn förblev den offentliga sektorn fattig till följd av eftersatta investeringar. Galbraith menade att detta förhållande hindrade samhället från att utnyttja sin produktionsförmåga maximalt, vilket han kallade "teorin om social balans". Som exempel nämnde Galbraith att när fler privatpersoner skaffade bil krävdes också offentliga investeringar i vägnätet. Bristen på balans hade enligt Galbraith flera orsaker. En av dessa ansåg han vara reklamens förmåga att skapa artificiella behov. När konsumtionssamhällets reklambyråer skapade behov som konsumenterna sedan tillfredsställde kunde dessa behov inte betraktas som äkta, menade Galbraith, och kallade fenomenet för "beroendeeffekten" (dependence effect).
Sammantaget ställde sig Galbraith kritisk till att politiker och ekonomer okritiskt använde ekonomisk tillväxt som ett mått på välstånd och framgång, eftersom denna tillväxt inte nödvändigtvis resulterade i förbättrade levnadsvillkor för dess invånare.  
Boken bidrog också till att popularisera begreppet "konventionell visdom" (på engelska: conventional wisdom, i den  ursprungliga sv. översättningen: konventionell klokhet) som en förklaring till varför ekonomer fortsatte intressera sig för  det Galbraith beskrev som knapphetens problem trots att de industrialiserade länderna upplevde ett stigande överflöd.

## Inflytande
Boken väckte genast debatt i Nordamerika, men blev också inflytelserik i Europa. Ledande socialdemokrater i flera länder såg Galbraiths argument som ett försvar av välfärdsstaten i europeisk tappning. I Sverige tog till exempel statsminister Tage Erlander intryck av Galbraith och bjöd in denne till Harpsund. Publicisten och ekonom-historikern Kurt Samuelsson gav 1959 ut skriften Välfärd i otakt, som var starkt influerad av Galbraiths idéer.
Genom sin bok introducerade Galbraith begreppet "överflödssamhälle", som fick stor spridning i följande decenniers politiska debatt. Termen återfanns bland annat i undertiteln till Gunnar Myrdals bok Amerikas väg: En uppfordran till överflödssamhället från 1963. Även filosofen Herbert Marcuse, som tillhörde Frankfurtskolan, använde termen i Den endimensionella människan (1964; på svenska 1968). I Marcuses analys tog kritiken av konsumtionssamhället en ny, mer radikal vändning: reklamens skapande av artificiella behov sågs som ett uttryck för hur det kapitalistiska samhället reducerade livet till en endimensionell tillvaro.
Galbraith utvecklade flera av sina idéer i  den efterföljande boken The New Industrial State (1967).